# 크라이스트처치 모스크 총기 난사 사건
크라이스트처치 모스크 총기 난사 사건(영어: Christchurch mosque shootings)은 2019년 3월 15일 13시 40분에 뉴질랜드 남섬 캔터베리 지방 크라이스트처치에서 일어난 테러 공격이다. 알누르 모스크와 린우드 이슬람 센터에서 일어난 일련의 테러 공격으로 51명의 사망자와 49명의 부상자가 생겼고 용의자 4명이 체포됐다. 뉴질랜드의 총리 저신다 아던과 여러 나라의 정부들은 이번 공격을 테러로 규정했다.
이번 공격은 1997년에 북섬의 라우리무에서 일어난 총기 난사 사건 이후로 뉴질랜드 안에서 일어난 첫 번째 총기 난사 사건으로, 1943년에 페더스턴 포로수용소에서 폭동으로 49명의 사망자가 생긴 뒤로 가장 많은 사망자를 냈다.

## 공격

### 알누르 모스크
중무장한 테러범은 13시 40분쯤에 크라이스트처치의 알누르 모스크에 도착했다. 테러범은 테러를 일으키며 17분동안 페이스북 라이브로 테러를 스트리밍했으며, 자신을 28살의 오스트레일리아 출신 백인 우월주의자라고 밝혔다. 스트리밍 영상의 초반에는 테러범이 모스크를 향해 운전하면서 보스니아계 세르비아인 전쟁범죄자 라도반 카라지치를 기리는 세르비아어 노래를 듣는 모습이 나왔다. 테러 당시 모스크 안에는 약 300명에서 500명 정도의 사람들이 주무아를 하기 위해 모여 있었던 것으로 추정되며, 한 목격자는 테러범이 도주하면서 차도에 무기로 보이는 것을 버리고 달아났다고 말했다.

### 린우드 이슬람 센터
두 번째 테러범은 린우드 이슬람 센터를 공격했다. 경찰은 이 공격이 동시다발 공격이었다고 확인했다. 경찰은 또한 폭탄을 장착한 두 대의 차량을 발견했고, 뉴질랜드군이 폭탄을 문제 없이 해체했다.

## 용의자
경찰국장 마이크 부시는 처음에 세 명의 남성과 한 명의 여성을 두 모스크 테러와 관련해 체포했다고 말했다. 네 명 모두 극단주의 관점을 가진 것으로 알려졌다. 용의자 가운데 한 명은 이번 공격에는 연루되지 않은 것으로 확인돼 풀려났다.
알누르 모스크 테러범은 테러를 일으키기 전에 8chan에 〈대전환〉(The Great Replacement)이라는 성명서를 올리고 테러의 개요를 설명했다. 성명서에는 손꼽히는 우익 인사들에 관한 언급과 4chan의 밈들이 있었으며, 테러범은 성명서를 통해 사람들이 총기 난사를 받아들이고 더 많은 밈을 만들도록 촉구했다. 테러범은 또한 스릅스카 공화국군이 무슬림 보스니아인들을 상대로 벌인 학살에 관한 인터넷 밈과 관련해 자신을 '케밥 제거자'라고 이름을 붙였다. 테러범의 트위터 계정에는 신나치주의의 상징인 흑태양과 성명서에도 있었던 Fourteen Words이 그려진 무기들의 사진이 있었으며, 무기들에는 서양의 테러 희생자들의 이름이 휘갈겨 쓰여 있었다. 테러범은 성명서에서 '유럽에서 일어난 테러로 목숨을 잃은 수천 명의 유럽인들을 위한 복수'와 '(2017년 스톡홀름 테러로 목숨을 잃은) 에바 오케르룬드를 위한 복수'를 공격의 이유로 언급했다.

## 여파
사건이 일어난 지역에서 가까운 곳에 있는 학교 가운데 다수는 사건이 일어난 뒤에 문을 닫았다. 뉴질랜드 행정 당국은 전국의 모든 모스크들에 다음 공지가 있기 전까지 문을 닫을 것을 권고했으며 모든 지역에 무장 경찰들을 파견했다. 크라이스트처치 국제공항에서 이륙하는 모든 에어 뉴질랜드 링크 항공편은 보안 검색의 공백 때문에 예방 차원에서 취소됐다.
3월 16일에 크라이스트처치의 해글리 오벌에서 열리기로 예정된 뉴질랜드 크리켓 국가대표팀과 방글라데시 크리켓 국가대표팀의 테스트 크리켓 경기는 안전상의 문제로 취소됐다. 방글라데시 크리켓 국가대표팀 선수들은 알누르 모스크에서 기도를 하려고 했으며 사건이 벌어지는 순간에 들어가고 있었다. 선수들은 해글리 오벌로 도망쳐 탈의실에서 문을 잠근 채 몸을 피했다.
크라이스트처치에서 총기 난사 사건을 일으킨 용의자가 원래는 더니딘의 알후다 모스크를 목표로 삼으려 했다고 소셜 미디어에서 밝히자 뉴질랜드 경찰 특공대가 더니딘에서 집을 수색했다. 경찰은 일부 구간의 출입을 통제하고 주민들을 대피시켰다. 오타고 대학교는 3월 16일에 열기로 한 150주년 기념 시가 행진을 안전상의 문제로 미루었다.
또 3월 17일에는 구글 유튜브에서 이 사건이 있은 직후 관련 동영상이 순식간에 유포되고 검색 악용되면서 안전상의 문제로 검색 필터를 3월 28일까지 11일동안 차단하였다. 이로 인해 많은 이용자가 한동안 검색하는데 상당부분 불편이 잇따랐다.

## 반응
- 뉴질랜드: 뉴질랜드의 총리 저신다 아던은 이 사건을 '극단적인 행위이자 전대미문의 폭력'이라고 했으며 사건이 일어난 날이 '뉴질랜드의 가장 어두운 날 가운데 하루'라고 말했다.[24]
- 오스트레일리아: 오스트레일리아의 총리 스콧 모리슨은 뉴질랜드를 지지한다고 밝혔고, 총기 난사 사건을 '폭력적이고 극단적인 우익 테러 공격'이라고 말했다. 스콧 모리슨은 또한 이 사건과 연관돼 오스트레일리아 사람 한 명이 용의자로 체포됐다고 확인했다.[25]
- 유튜버 퓨디파이는 용의자가 스트리밍 영상 초반에 시청자들에게 퓨디파이를 구독하라고 요청한 것과 관련해 '이 사람의 입에서 내 이름이 나온 것이 완전히 역겹다'라고 트위터에서 밝혔다.[26]
- 미국: 국가안보보좌관 존 볼턴은 이 사건을 '증오 범죄이자 테러'로 규정짓고, 미국이 유심히 지켜보고 있다고 밝혔다.[27]